# Josani (gmina Măgești)
Josani – wieś w Rumunii, w okręgu Bihor, w gminie Măgești. W 2011 roku liczyła 349 mieszkańców.